# St. Leonhard (Waldstetten)

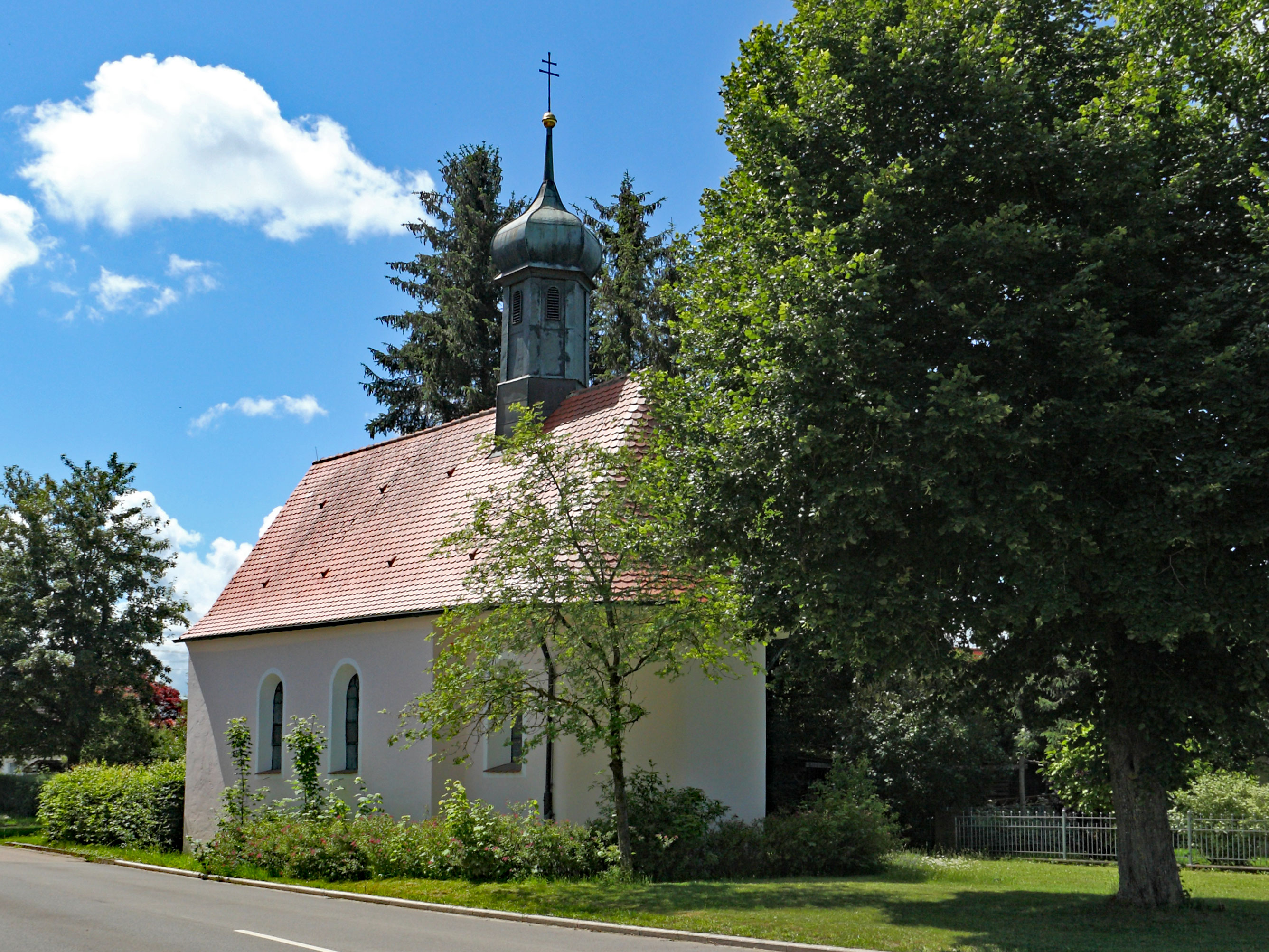
St. Leonhard in Waldstetten

Die römisch-katholische Kapelle St. Leonhard steht in Waldstetten, einem Markt im schwäbischen Landkreis Günzburg in Bayern. Das Bauwerk ist  in der Liste der Baudenkmäler in Waldstetten als Baudenkmal unter der Nr. D-7-74-191-13 eingetragen.

## Beschreibung
Die Kapelle wurde vor 1659 errichtet. Die Saalkirche besteht aus einem Langhaus und einem eingezogenen, halbrund geschlossenen Chor im Nordwesten. Aus dem Satteldach des Langhauses erhebt sich neben dem Chor ein sechseckiger Dachreiter, der den Glockenstuhl beherbergt und der mit einer Zwiebelhaube bedeckt ist. Im Innenraum des Chors steht ein illusionistisch gemalter Altar von 1771, der Joseph Wannenmacher zugeschrieben wird.